# Zelenogradsk
Zelenogradsk (Russisch: Зеленоградск, Duits: Cranz; Pools: Krańc; Litouws: Krantas) is een stad in de Russische oblast Kaliningrad. De plaats had 12.509 inwoners bij de volkstelling van 2002. De stad ligt aan de Samlandse kustlijn vlak bij de Koerse Schoorwal aan de Oostzee. Het is een populaire weekendbestemming voor de inwoners van Kaliningrad.

## Geschiedenis
Op de plek van het huidige Zelenogradsk lag oorspronkelijk een Oud-Pruisisch vissersdorp, dat al in 1252 gesticht werd.
Het gebied kwam onder controle van de Duitse Orde. De Duitse naam Cranz, oorspronkelijk Cranzkuhren, stamt af van het Oud-Pruisische woord krantas, wat “kust” betekent. Tot de 19de eeuw bleef het een klein vissersplaatsje in Oost-Pruisen.
Tijdens de 19de eeuw werd het dorp de belangrijkste badplaats van het Koninkrijk Pruisen aan de Oost-Pruisische kust, vooral nadat in 1885 een spoorwegverbinding kreeg met Koningsbergen (nu Kaliningrad). Ondanks de groei van het toerisme bleef de visserij belangrijk; gerookte bot was een regionale delicatesse.
Op 4 februari 1945 werd de stad bezet door het Rode Leger en geannexeerd door de Sovjet-Unie. De Duitse bevolking vluchtte gedurende de evacuatie van Oost-Pruisen, of werd gedeporteerd. De naam van de plaats werd op 17 juni 1947 veranderd in Zelenogradsk of “Groene Stad”.
De toeristenindustrie werd gedurende de Koude Oorlog verwaarloosd en verschoof naar Svetlogorsk (voormalig Rauschen). Zelenogradsk werd populairder onder vakantiegangers en vele rijke Moskovieten, die een eigen huis hebben in de omgeving.

## Geboren in Cranz/Zelenogradsk
- Volker Lechtenbrink (1944-2021), Duits acteur, regisseur en schlagerzanger

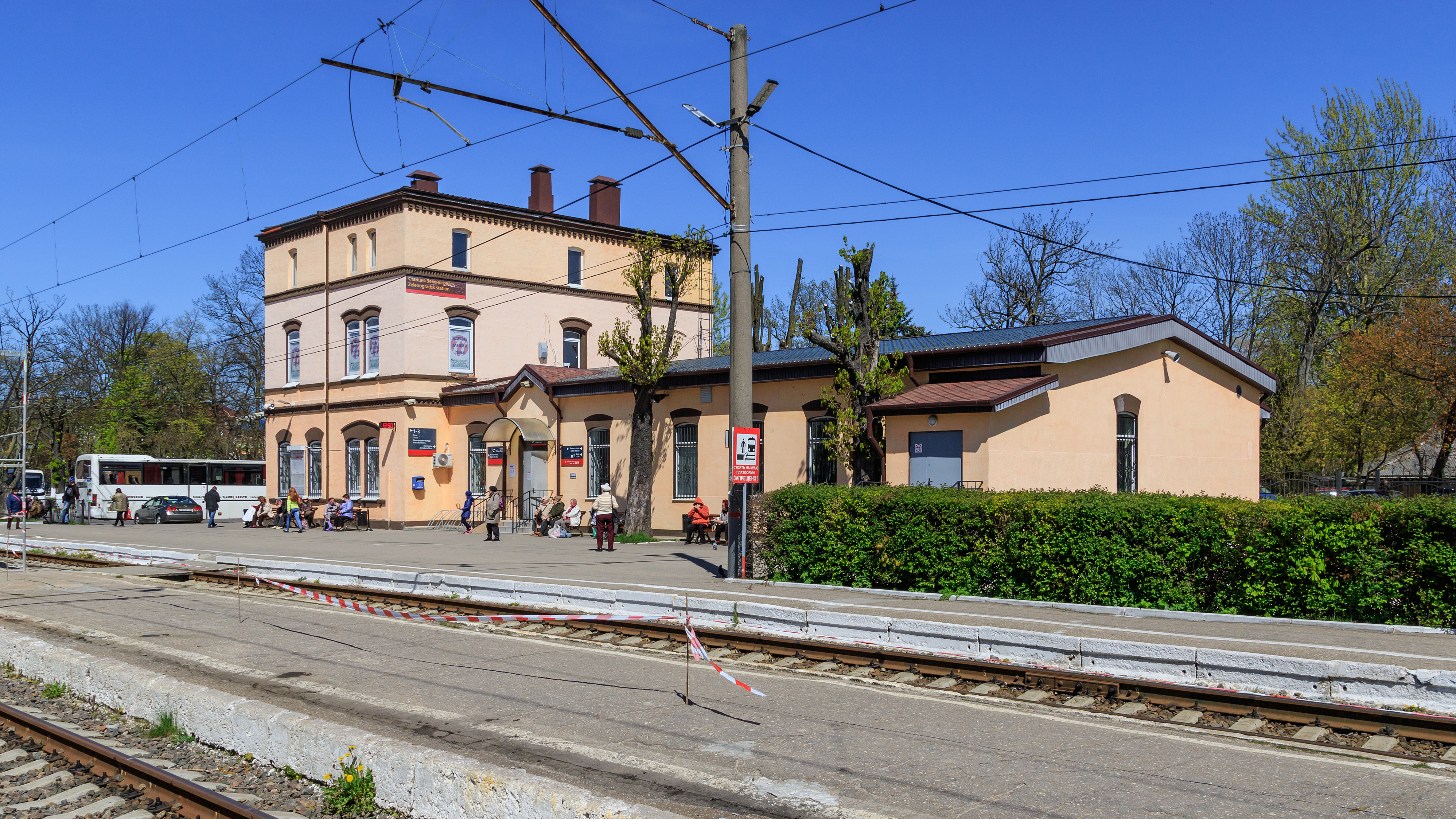
Station
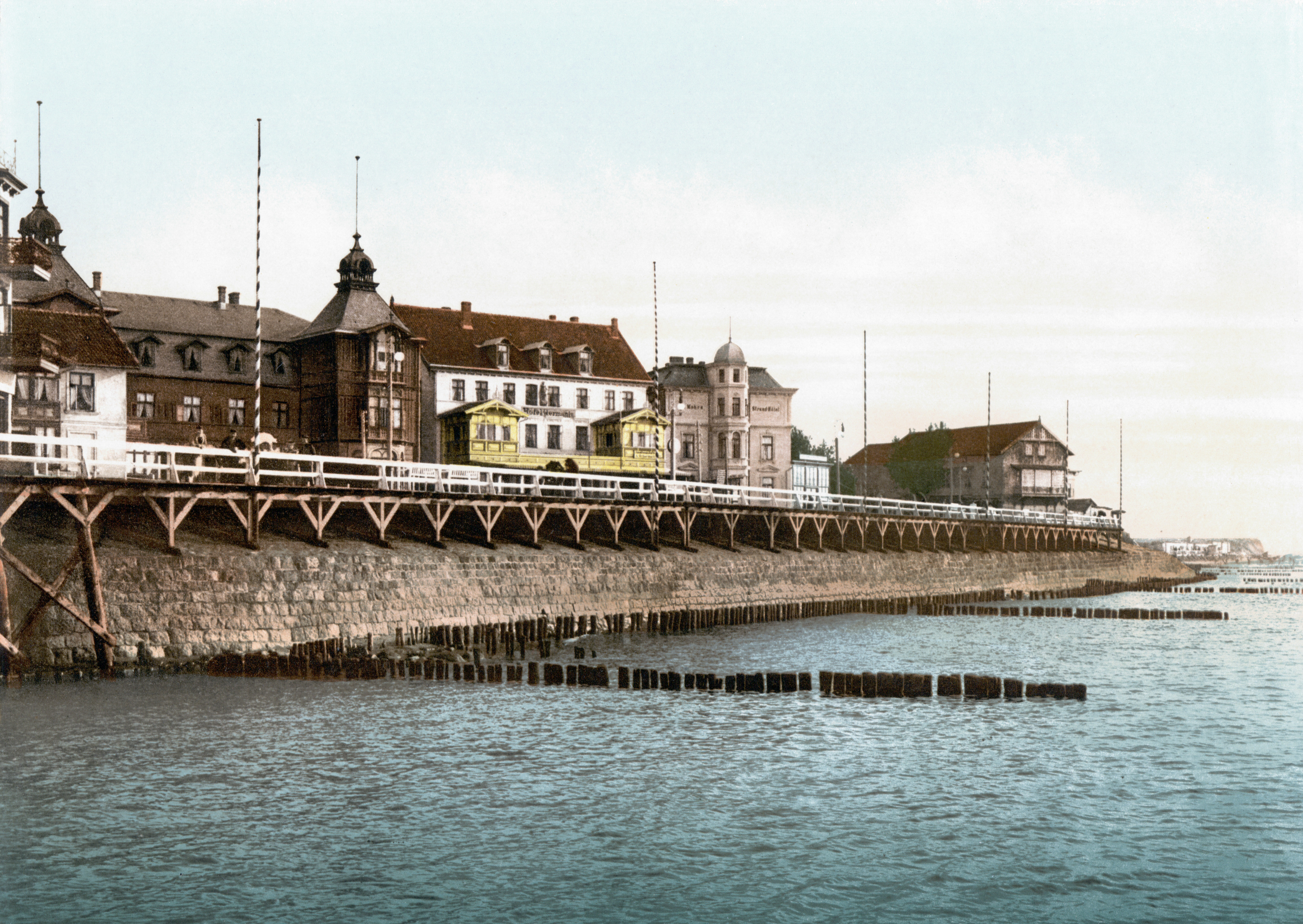
Cranz in 1900 (na 1946 Zelenogradsk)
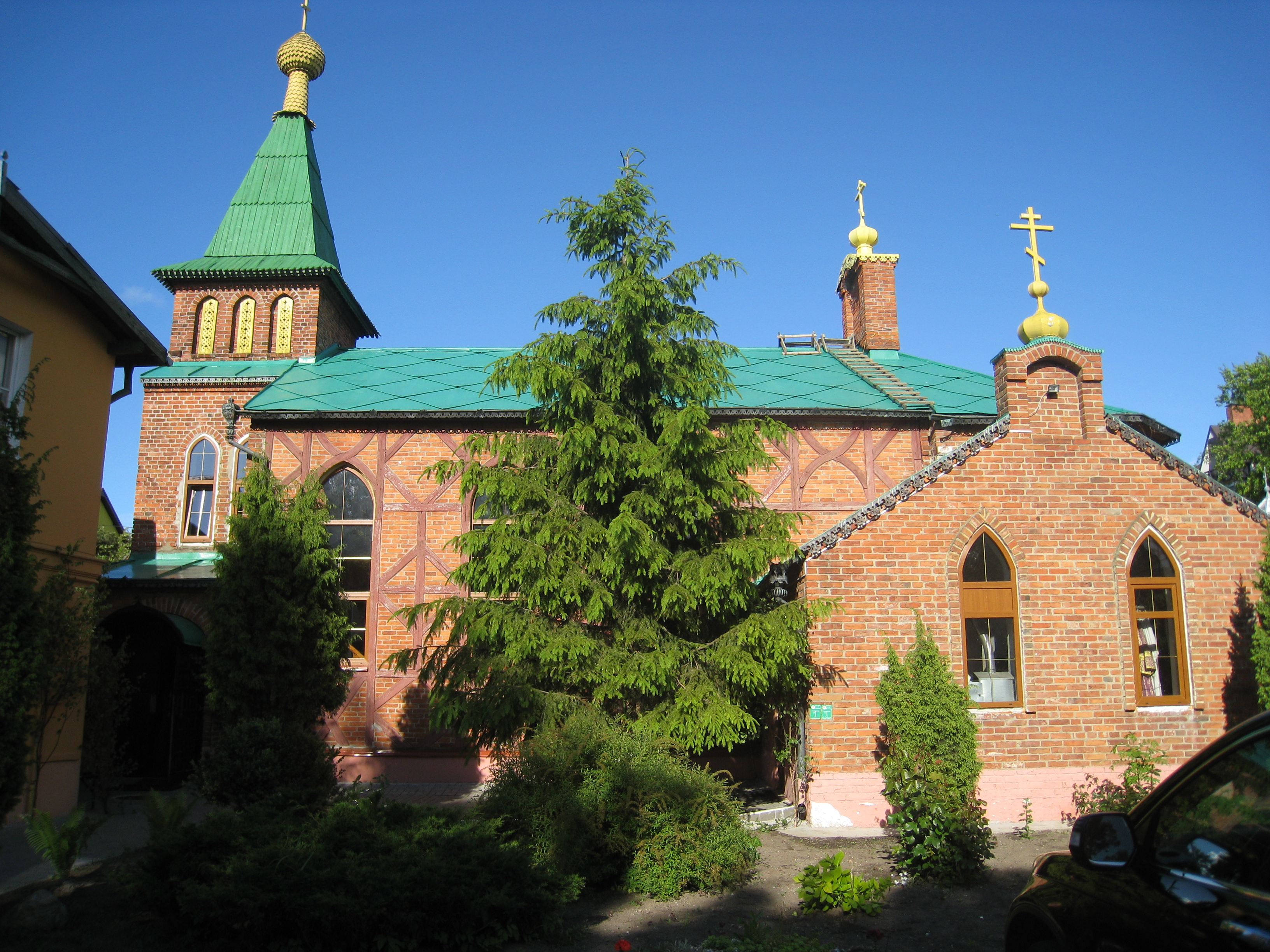
Russisch-Orthodoxe Kerk (gebouwd in 1998)
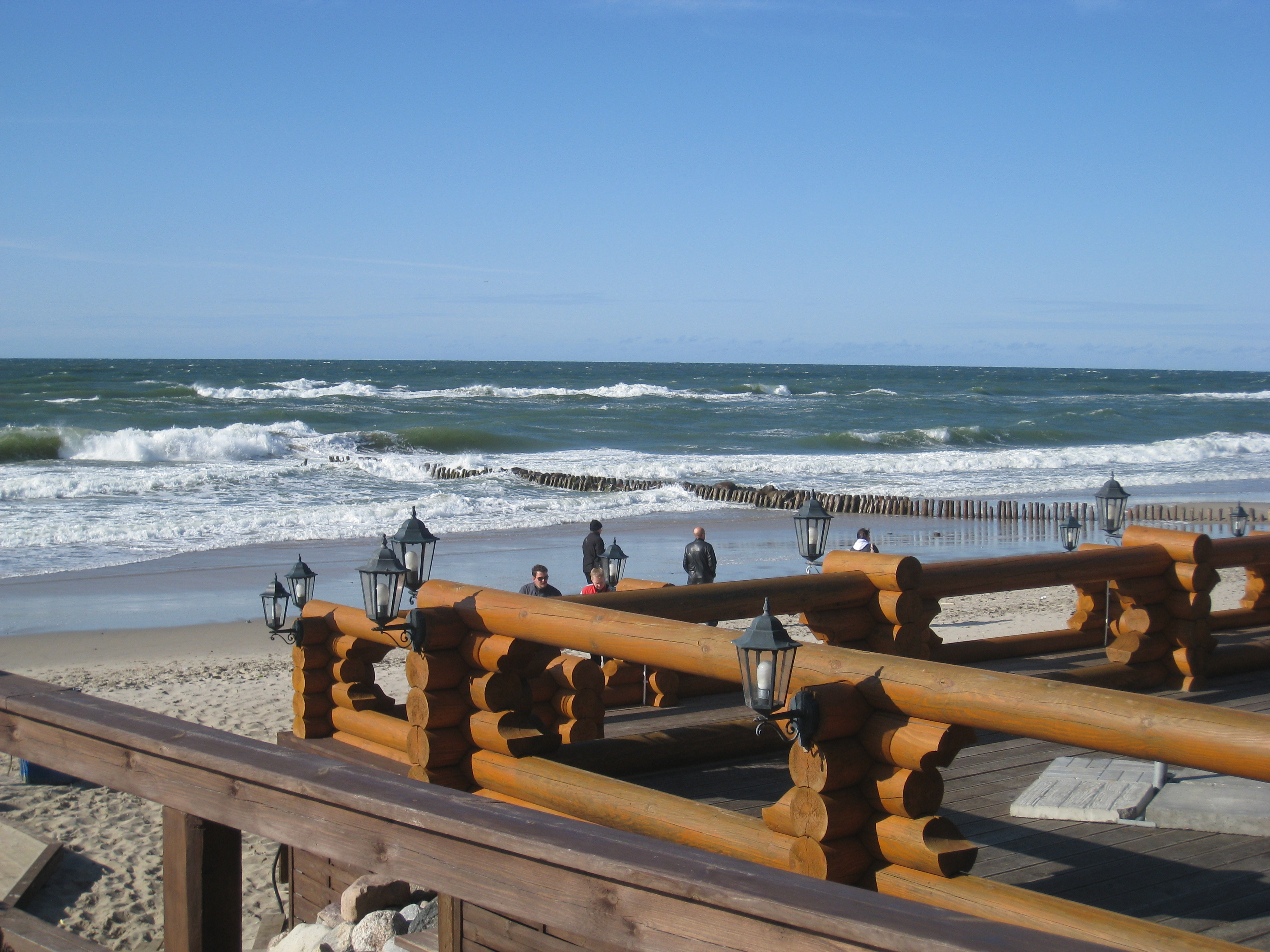
Het strand van Zelenogradsk
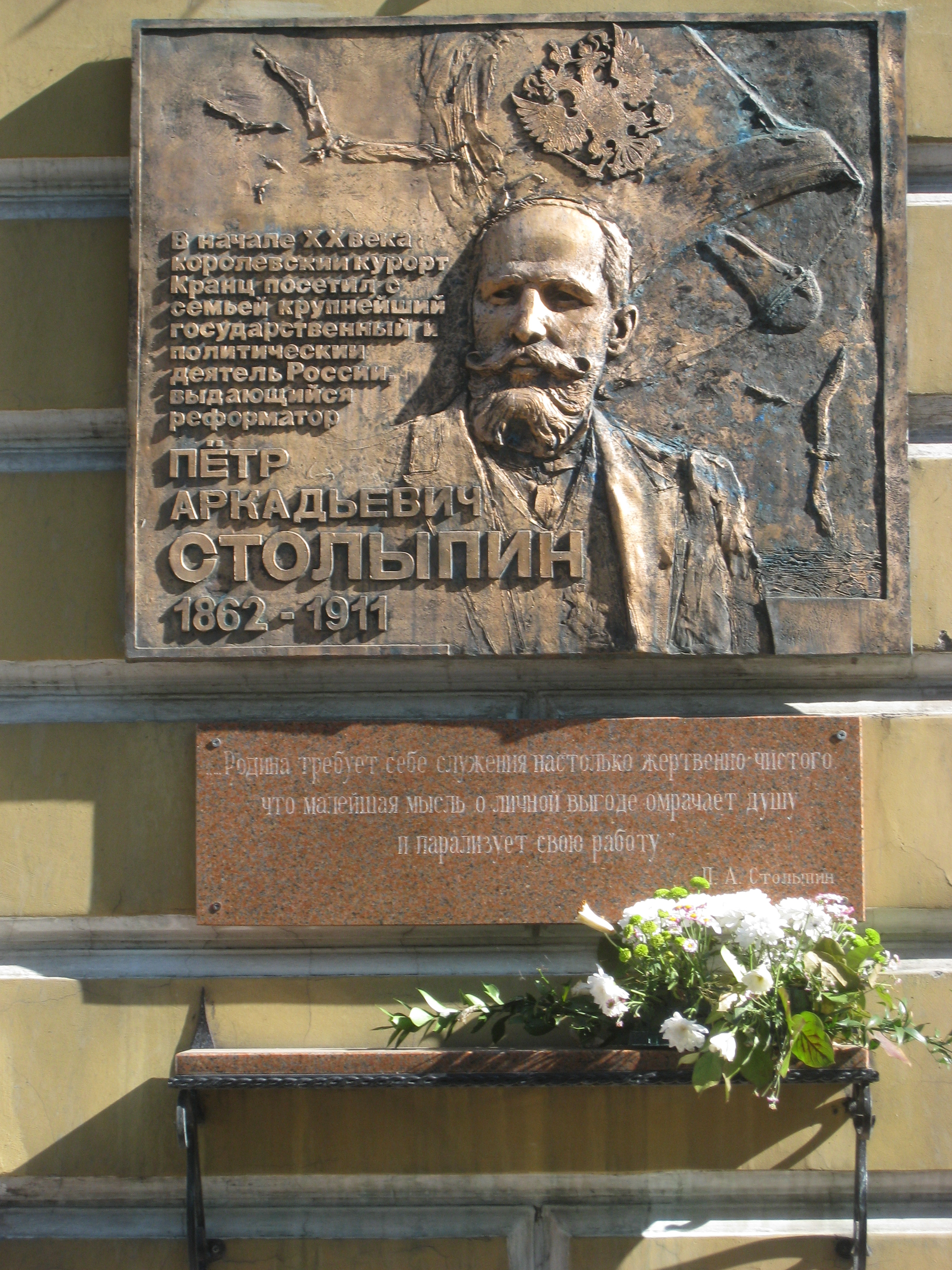
Gedenkplaat Pjotr Stolypin

Bestuurlijk centrum: Kaliningrad

Bagrationovsk · Baltiejsk · Goerjevsk · Goesev · Gvardejsk · Krasnoznamensk · Ladoesjkin · Lozovoje · Mamonovo · Neman · Nesterov · Ozjorsk · Pionerski · Polessk · Pravdinsk · Slavsk · Sovjetsk · Svetlogorsk · Svetly · Tsjernjachovsk · Vesjoloje · Zelenogradsk